# Дионисий Рали
Дионисий Рали Палеолог (на гръцки: Διονύσιος Ράλ(λ)ης Παλαιολόγος, Дионисиос Ралис Палеологос, на румънски: Dionisie Rally Paleologul) е православен духовник, търновски митрополит от 1585 до 1600 г., сучавско-молдавски митрополит през май-септември 1600 г.
Дионисий приема монашество на родния си остров Крит, който по онова време е под венецианска власт. През Венеция (1561) той се преселва в Пиза (1563) и опитва да създаде църковна община на тамошните православни гърци (по подобие на венецианската). Споменат е отново към 1583 г., когато от Италия пътува до украинския град Острог, за да помогне с подготвяното там печатно издание на славянската Библия. От Острог заминава за Цариград и през 1585 г. е издигнат от Вселенската патриаршия за търновски митрополит. В качеството си на такъв присъства на призналия новоучредената Московска патриаршия поместен събор (1590) и води отнеслото съборната грамота в Москва посолство (1591).
Дионисий е един от ръководителите на Първото търновско въстание (1598). След неговото поражение забягва с част от паството си при влашкия княз Михаил Храбри (1598). Когато последният заема за кратко време и молдавския престол, Дионисий оглававя тамошната църква като митрополит на Сучава, но много скоро е заставен да освободи този пост (1600). Снабден с препоръка от император Рудолф II, той повторно посещава Москва, за да събира парични помощи и вероятно да води преговори за съвместна борба срещу османците (1603). На 6 април 1619 г. пише писмо до Карло I Гонзага, който по онова време замисля кръстоносен поход. За последен път е споменат на 28 февруари 1620 г., като свидетел на съставеното във Виена завещание на бившия влашки княз Раду Щербан.